# José Simeón de Uría
José Simeón de Uría y Berrueco (Guadalajara, Nueva Galicia, Imperio español b. 27 de abril de 1758 - ¿?) fue un clérigo, académico y político español miembro del Consejo Real bajo el reinado del rey Fernando VII, diputado y vicepresidente de las Cortes Generales de Cádiz, signatario de la Constitución Española de 1812, VII rector de la Real Universidad de Guadalajara, miembro de la Junta de Gobierno del Reino de la Nueva Galicia hasta la formación del Primer Imperio Mexicano en 1821, autor de la que quizás fue la primera defensa a la total igualdad jurídica de razas en la historia de la jurisprudencia.

## Origen
Nació en la ciudad de Guadalajara, capital del Reino de la Nueva Galicia, dentro del virreinato de la Nueva España, siendo hijo de Domingo Agustín de Uría y Lago, hidalgo asturiano avecindado en Guadalajara y de la aristócrata neogallega María Timotea Berrueco y Galindo, nieta paterna del poblano Francisco Javier Berrueco, procurador de número de la Real Audiencia de Guadalajara, uno de los primeros hacendados que dieron origen a la industria del tequila en el siglo XVIII (cuya familia había edificado el Palacio de Berrueco y el Palacio del Marqués de Monserrate en la ciudad de Puebla). Su media-hermana, María Ignacia de Maruri y Berrueco (del segundo matrimonio de su madre), fue abuela del I conde de Consuegra, presidente del Consejo de Estado del Reino de España.

## Carrera
Realizó sus primeros estudios en el Seminario Conciliar de San José de Guadalajara, finalizándolos en el Colegio de San Ildefonso y en la Real y Pontificia Universidad de México, donde obtuvo en 1784 el doctorado en teología. En 1785 fue nombrado catedrático en Filosofía en la misma universidad.
En 1792 fue nombrado canónigo de la Catedral de Guadalajara y párroco del Sagrario Metropolitano (parroquia de la Catedral). 
El 2 de julio de 1810 fue elegido diputado a las Cortes de Cádiz, en representación del Reino de Nueva Galicia, jurando su cargo el 4 de marzo de 1811, por un largo viaje demorado por la insurrección independentista de México, de la cual informó al Ayuntamiento de Guadalajara en una misiva enviada desde su trayecto a la Ciudad de México. 
En su discurso inaugural de posesión de la diputación abogó por la total igualdad de derechos políticos a todos los habitantes de América, recalcando en especial a los "pardos" y "demás castas pardas", alegando que no se les podía privar de "unos derechos que son consiguientes a la soberanía de que son partícipes...ser parte de la soberanía nacional y no ser ciudadano de la nación sin demérito personal son dos cosas que no pueden concebirse” (Cádiz, 4 de marzo de 1811). Su propuesta fue desestimada por las Cortes, sin embargo, se considera la primera defensa de la total igualdad jurídica de afrodescendientes en la historia de la jurisprudencia tanto europea como americana. 
El 24 de abril de 1811 fue elegido como vicepresidente de las Cortes, desde cuya posición abogó por la abolición del sistema de intendencias y la restauración de la jurisdicción eclesiástica de las provincias del norte de la Nueva España al obispado de Guadalajara, exigiendo también su elevación a arzobispado. En opinión de Rieu Millán, de Uría y Berrueco intentaba restaurar la primacía política del antiguo Reino de Nueva Galicia y de la Real Audiencia de Guadalajara sobre las provincias del norte gobernadas desde ella hasta hacía menos de treinta años, así como la primacía eclesiástica de un episcopado al cual se sentía llamado a suceder. De Uría y Berrueco fue siempre el preferido para suceder al celebrado obispo de Guadalajara don Juan Ruiz de Cabañas, quien le sobrevivió, evitando así su esperado ascenso al trono episcopal. 
Al regreso de Fernando VII al trono de España, le fue concedida la plaza de miembro del Consejo de Su Majestad.
Volvió a México en la fragata Oriente.
Del 10 de noviembre de 1815 al 10 de noviembre de 1817 se desempeñó como séptimo rector de la Real Universidad de Guadalajara.
En 1821, hizo parte de la Junta de Gobierno del Reino de la Nueva Galicia a la caída del virreinato novohispano y el surgimiento del Primer Imperio Mexicano. 
Ese mismo año fue elegido diputado provincial en representación de la ciudad de Guadalajara.

## Legado
En su honor está nombrada la Avenida José Siméon de Uría, en el municipio de Zapopan, Jalisco, México.